# Acanthalburnus microlepis
Acanthalburnus microlepis es una especie de pez de la familia de los Cyprinidae.

## Descripción
Los machos pueden llegar a alcanzar los 25 cm de longitud total.

## Reproducción
Es ovíparo.

## Distribución geográfica
Se encuentra en Asia.